# Egon Weiner
Egon Weiner (geboren 24. Juli 1906 in Wien, Österreich-Ungarn; gestorben 1. August 1987 in Chicago) war ein austroamerikanischer Bildhauer.

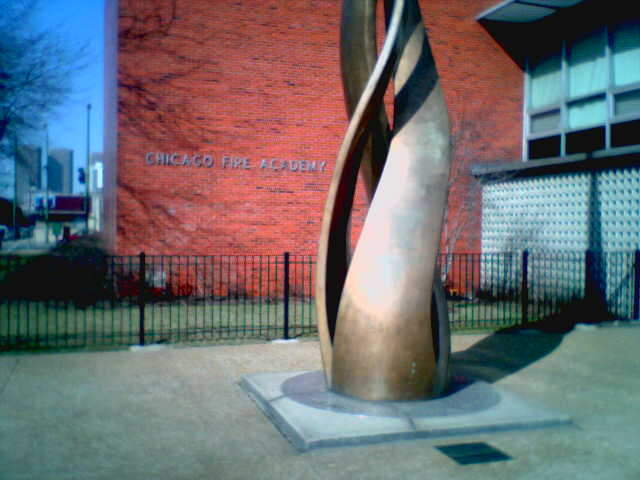
Pillar of Fire, Denkmal für das Große Feuer in Chicago

## Leben
Egon Weiner war ein Sohn des Moritz Weiner und der Elsa Fischer. Er studierte Kunst in Wien an der Akademie der bildenden Künste. Nach dem Anschluss Österreichs 1938 emigrierte er in die USA. Weiner heiratete 1939 Margaret Bass, sie hatten zwei Kinder. 
Weiner erhielt 1944 die US-amerikanische Staatsbürgerschaft. Er wurde 1945 Professor für Zeichnen und Bildhauerei an der School of the Art Institute of Chicago. Als Bildhauer arbeitete er mit Bronze, Holz, Stahl und Stein. 1971 wurde er emeritiert.
Er schuf Porträt-Büsten unter anderem von Willy Brandt, Ernest Hemingway und Henry Kissinger. Bekannt wurde er insbesondere durch seine 10 Meter hohe Bronzeskulptur Pillar of Fire, die an dem Ort entstand, wo 1871 der Große Brand von Chicago ausbrach.

## Schriften (Auswahl)
- Art and Human Emotions. Springfield, IL: Thomas, 1964
- Egon Weiner and Gerald Hardy. Katalog. Chicago, 1970